# Бонапарты

Герб, предложенный императором Наполеоном I

Бонапа́рты; ед. ч. в итальянском произношении Буонапа́рте, во французском Бонапа́рт (итал. Buonaparte, фр. Bonaparte) — дворянская семья корсиканского происхождения, ставшая в 1804 году, после того, как Наполеон Бонапарт провозгласил себя императором французов (Первая империя), правящей династией Франции.

## История династии
Потомки графа Вильгельма из флорентийской ветви итало-лангобардского семейства Кадолингов, известного с XI века. Они участвовали в нескольких Крестовых походах и в борьбе за инвеституру на стороне имперской партии, за что, очевидно, и носили прозвище сторонников хорошего дела — «buona parte». В XIII веке представители рода обосновываются в Сарцана (Генуэзская область), откуда в 1490 или 1529 годах Франческо «Арбалетчик» Бонапарте переселяется на Корсику. Его потомки, поселившись в Аяччо, оказали ряд услуг Генуэзской республике и добились в XVII веке от правительства признания за ними дворянского титула. Большинство из них служили в магистратуре или занимались адвокатурой, как Карло-Мария Бонапарте (29 марта 1746 — 24 февраля 1785), который после перехода острова под власть Франции в 1768 году участвовал в вооружённой борьбе с завоевателями под предводительством Паскуале Паоли. В мае 1769 года, после разгрома восстания у Понте-Ново он изъявил покорность французским властям и был назначен судьёй в Аяччо. С 1772 года он — член Совета Двенадцати Дворян первых Генеральных Штатов острова, а в 1778 году был в числе дворянской депутации ко двору Людовика XVI. 2 июня 1764 года он женился на Марии-Летиции Рамолино (24 августа 1750 — 2 февраля 1836). У Карло и Летиции было 13 детей, 5 сыновей и 3 дочери пережили отца и в начале XIX века заняли многие европейские престолы.
Впоследствии Наполеон возвёл на ряд европейских престолов своих братьев, сестёр, пасынка (Евгения Богарне). Таким образом, Бонапарты стали королевским или герцогским домом в этих странах. Самостоятельной политики они не вели, Наполеон несколько раз переводил их с престола на престол. После падения Наполеона в 1814 году все его родственники также лишились власти.
После смерти Наполеона I в 1821 году главой его фамилии номинально стал родившийся в 1811 году его сын, так называемый Наполеон II, росший при дворе деда Франца I Австрийского и воспитывавшийся как австрийский эрцгерцог. В 1832 году молодой человек скончался от туберкулёза, и дом возглавил его двоюродный брат, сын бывшего голландского короля Луи Бонапарта, принц Луи Наполеон Бонапарт. После ряда авантюрных попыток захватить престол, Луи Наполеон был избран в 1848 президентом французской Второй республики, а в 1852 году провозгласил себя императором как Наполеон III (Вторая империя).
Наполеон III был низложен в 1870 году и умер через три года. Его единственный сын, Наполеон Эжен (так называемый Наполеон IV), погиб в Южной Африке на войне с зулусами в 1879 году. После его гибели главенство в доме перешло к потомкам Жерома Бонапарта. Эта линия продолжается и сейчас, будучи единственной непрерывной мужской линией фамилии Бонапартов. В прошлом существовали другие боковые линии Бонапартов (в частности, в США).
Главой Императорского дома Франции стал принц Шарль Наполеон Бонапарт,  1950 года рождения, это случилось в 1997 году. Придерживаясь левых взглядов на президентских выборах 2012 года он поддержал социалиста Ф. Олланда, а в 2014 году на выборах мэра Парижа поддержал А. Идальго.
К Бонапартам относят также семью Богарне (потомство первой жены Наполеона I императрицы Жозефины от первого брака с Александром де Богарне, она имела сына, которого усыновил Наполеон I и признал своим наследником, Эжена Де Богарне, с титулами;  «Его Императорское Высочество, принц Франции, вице-король Италии, принц Венеции и великий герцог Франкфуртский»), к тому же вторая дочь императрицы Жозефины и Александра Де Богарне, Гортензия Де Богарне, была замужем за Людовиком Бонапартом, королём Голландии, брак был заключён по настоянию старшего брата Наполеона I (от рода Богарне идёт ветвь Герцогов Лейхтенбергских (немецкая ветвь от Эжена Де Богарне), которая была признана в Российской империи, после свадьбы Максимилиана Лейхтенбергского с Марией Николаевной (дочерью Николая I), император Николай I утвердил за ним титулы «Императорского Высочества, владетельного князя Романовского, владевшего мызой Сергиевка на берегу Финского залива, а также имением в Тамбовской Губернии-Адамовы кусты и Мариинским дворцом — резиденцией Лейхтенбергских»). Дочь Эжена Де Богарне, Амелия Лейхтенбергская стала Португальской императрицей в браке с Педру I. Огюст Де Богарне, в браке  с Марией II, стал принцем-консортом Португалии. 
В случае прерывания прямой линии Наполеона I на императорский престол переходил в линию его старшего брата Жозефа Бонапарта и его законных потомков мужского пола по мужской линии, затем в линию его младшего брата Луи Бонапарта и его законных мужских потомков по мужской линии. Другие братья Наполеона, Люсьен Бонапарт и Жером Бонапарт, и их потомки были исключены из порядка наследования, поскольку вступили в браки, не одобренные императором, несмотря на то, что Люсьен был даже старше Луи.
Ближайшими родственниками Бонапартов являются принцы Мюраты (потомство маршала и неаполитанского короля Иоахима Мюрата и сестры Наполеона I Каролины).
Бонапарты были правителями следующих государств:
- Французская империя (1804—1814, 1815, 1852—1870);
- Италия (1805—1814);
- Андорра (1806—1814, 1848—1870);
- Неаполитанское королевство (1806—1808);
- Голландия (1806—1810);
- Королевство Вестфалия (1807—1813);
- Великое герцогство Берг (1808—1813);
- Испания (1808—1813).

## Представители династии
- Буонапарте, Карло (1746—1785) — корсиканский дворянин, родоначальник династии.
OO Рамолино, Летиция (1750—1836) — его жена, в годы Первой империи носила титул Мадам Мать Императора.
 Феш, Жозеф (1763—1839) — единоутробный брат Летиции, кардинал, архиепископ Лиона, коллекционер.
 Дети Карло и Летиции:
  - Жозеф Бонапарт (1768—1844) — Король Неаполя (1806—1808), Король Испании (1808—1813).
  - Наполеон I (1769—1821) — Первый консул Французской республики (1799—1804), Император французов (1804—1814, 1815), Президент Итальянской республики (1802—1805), Король Италии (1805—1814), Медиатор Швейцарской Конфедерации (1803—1813), Протектор Рейнского союза (1806—1813), Великий герцог Бергский (1808—1809), Князь Андорры (1806—1814, 1815).
OO Жозефина Богарне, урождённая Таше де ла Пажери (1763—1814) — первая жена. В браке детей не было.
OO Мария-Луиза Австрийская (1791—1847) — вторая жена, после падения Наполеона — Герцогиня Пармская (1814—1847).
    - Наполеон II (1811—1832) — Римский король (1811—1832), Император французов (1815), Князь Андорры (1815), Принц Пармский (1814—1817), Герцог Рейхштадтский (1818—1832). Сын Наполеона и Марии-Луизы. Реально ничем не управлял, с 1815 года проживал при австрийском дворе своего деда на положении высокопоставленного пленника. Детей не имел.
    - Граф Александр Жозеф Флориан Колонна-Валевский (1810—1868) — Министр иностранных дел Франции (1855—1860), Министр изящных искусств Франции (1860—1863). Внебрачный сын Наполеона I от графини Марии Валевской

  - Люсьен Бонапарт (1775—1840) — Князь Канино (1814—1840), Князь Музиньяно (1824—1840), Министр внутренних дел Франции (1799—1800)
OO (2) Александрина де Блешам (1778—1855)
    - (2)Шарль Люсьен (1803—1857), князь Канино, выдающийся орнитолог; в 1822 году женился на Зенаиде, дочери Жозефа Бонапарта
    - Поль Бонапарт (1808—1827)
    - Луи Люсьен (1813—1891), лингвист, специалист по баскскому языку; жёны: (в 1832—50 годах) Мария-Анна Чекки и (с 1891 года) Клеменс Ричард
    - Пьер Наполеон (1815—1881); жена — дочь рабочего Юстин Элеонор Рюффен

  - Элиза Бонапарт (1777—1820) — Княгиня Луккская и Пьомбинская (1805—1814), Великая герцогиня Тосканская (1809—1814).
  - Людовик I Бонапарт (1778—1846) — Король Голландии (1806—1810).
OO Гортензия Богарне — дочь Жозефины Богарне, падчерица императора Наполеона I.
    - Людовик II Голландский (1804—1831) — Великий герцог Бергский (1809—1813), Король Голландии (1810).
    - Наполеон III (1808—1873) — Президент Франции (1848—1852), Император французов (1852—1870), Князь Андорры (1848—1870).
OO Графиня Евгения де Монтихо (1826—1920) — его жена.
      - Наполеон Эжен (1856—1879) — героически погиб в бою, находясь на британской службе, детей не имел. Глава дома Бонапартов Наполеон IV.

  - Полина Бонапарт (1780—1825) — жена Камилло-Филиппе-Лодовико Боргезе (1775—1832), Князя Сульмоны и Россано (1800—1832), Герцога Гвасталлы (1806—1815), Генерал-губернатора Пьемонта (1808—1814). Детей не имела.
  - Каролина Бонапарт (1782—1839) — жена Иоахима Мюрата (1767—1815), маршала Франции, Великого герцога Бергского (1806—1808), Короля Неаполя (1808—1815). Их потомки — князья Мюраты.
  - Жером Бонапарт (1784—1860) — Король Вестфалии (1807—1813), Князь Монфортский (1815—1860) Маршал Франции (при Второй Империи).
OO (1) Элизабет Патерсон (1785—1879)
OO (2) Екатерина Вюртембергская (1783—1835)
OO (3) Юстина Пекори-Суарес (1811—1903) — третья жена. Детей нет.
    - (1)Жером Наполеон Бонапарт-Патерсон (1805—1870)
OO Сьюзен Мей Уильямс[англ.] (1812—1881)
      - Жером Наполеон Бонапарт (1830—1893) — американский и французский военный.
      - Чарлз Джозеф Бонапарт (1851—1921) — Генеральный прокурор США (1906—1909), Министр военно-морских сил США (1905—1906). Внук Жерома Бонапарта от его первой американской жены.

    - (2)Матильда Бонапарт (1820—1904) — принцесса Второй Империи, хозяйка салона.
    - Наполеон Жозеф Бонапарт (1822—1891) — принц Второй Империи, родоначальник ныне живущих Бонапартов.
OO Мария-Клотильда Савойская (1843—1911) — дочь короля Виктора Эммануила II (1820—1878).
      - Наполеон Виктор (1862—1926), впоследствии глава дома Бонапартов Наполеон V.
OO Клементина Бельгийская
        - Мария Клотильда Бонапарт (1912—1996), принцесса Наполеон
        -  Луи Бонапарт, принц Наполеон (1914—1997), Наполеон VI.
          - Шарль Мари Жером Виктор Наполеон (род. 1950)
            - Жан-Кристоф, принц Наполеон (род. 1986) — текущий глава дома Бонапартов Наполеон VII.

      - Людовик Наполеон (1864—1932), русский генерал, умер неженатым и без наследников;
      - Летиция (1866—1926), замужем за своим дядей, королем Испании, Амадеем I.